# Meranoplus spininodis
Meranoplus spininodis är en myrart som beskrevs av Arnold 1917. Meranoplus spininodis ingår i släktet Meranoplus och familjen myror. Inga underarter finns listade i Catalogue of Life.